# Giebło
Giebło – wieś w Polsce, w województwie śląskim, w powiecie zawierciańskim, w gminie Ogrodzieniec. Liczba mieszkańców ok. 660.

## Nazwa
Nazwa miejscowości notowana była w formach Kebel (1325-27), Kepl oraz Kbel (1335-42), Keblo (1394), Gbel (1398), Kbel (1470-80), Gbiel vel Kyeblo (1487), Gebło albo Kiebło (1787), Giebło (1827). Jest to nazwa topograficzna wywodząca się od prasłowiańskiego *kъbъlъ oznaczającego ‘ceber’, w języku staropolskim gbeł czyli ‘duże naczynie na płyny’. Nazwa odnosi się do położenia wsi w dolinie otoczonej wzniesieniami.

## Historia
Połowa XII w. – budowa kościoła św. Jakuba Apostoła. Według niektórych źródeł miało to miejsce na początku XIII w., a inicjatorem budowy był Ballen kasztelan krakowski. Wymieniana jest również w źródłach data 1315, jednak ze względu na analizę architektoniczno-budowlaną jest to data mało prawdopodobna.
- 1325 – wieś występowała pod nazwą parafia Kebl lub Kbel i należała do dekanatu irządzkiego. Plebanem był ks. Lucjan
- 1335 – po rozgraniczeniu dekanatów Giebło przydzielone zostało do dekanatu lelowskiego
- 1440 – dziedzicem wsi był rycerz Mikołaj herbu Pobóg
- 1630 – książę Janusz Zbaraski zapisał Giebło przytułkowi starców i kalek w Pilicy
- XVIII w. – przesklepienie pierwotnego kościoła
- 1787 – budowa muru otaczającego świątynię
- 1791 – dokument mówiący o kościele w Gieble, w którym ks. Zaborski wymienia arian. Parafia liczyła wówczas 551 parafian
- 1818 – lustracja podała, że ludność całej parafii składa się z 694 dusz
- 1911-12 – nadbudowa i rozbudowa kościoła św. Jakuba Apostoła, wówczas dobudowano zachodnią część nawy, wieżę i zakrystię
- przed 1939 – dzierżawcami dworku byli Niedzielscy
- W latach 1954–1972 wieś należała i była siedzibą władz gromady Giebło
- W latach 1975–1998 miejscowość administracyjnie należała do województwa katowickiego.
- lata 90. XX w. – Giebło liczy około 560 mieszkańców
- 2000 – odkopanie fragmentów kamiennych założeń obronnych z czasów średniowiecza

## Zabytki
- kościół św. Jakuba, fragmenty z pierwszej połowy XIII wieku, przebudowany w 1911 (nr rej. A/567/2019[5])
- pozostałości średniowiecznego zamku rycerskiego z XIV wieku
- dawny dwór przy ul. Dworskiej 4 (nr rej. A/996/2022 z 3 czerwca 2022)[6]
- piekarnia „Podpłomyk” posiadająca średniowieczne korzenie[potrzebny przypis] (zakład wypiekający słynne w okolicy bułki i chleby)